# Burg Hamershusen
Burg Hamershusen oder Burg Gerlachshausen ist ein aus der schriftlichen Überlieferung bekanntes Festes Haus, solich hus Hamershusen genannt, in der Gemarkung von Rockenberg im Wetteraukreis in Hessen. Die Niederungsburg wird in der zweiten Hälfte des 14. Jahrhunderts mehrfach in Rechtsstreitigkeiten zwischen Mainzer Erzbischöfen und erwähnt. Beide Namen wurden gleichzeitig als Ortsbezeichnungen verwendet.

## Lage
Die Lage der Befestigung bzw. der Wüstung „Hamershusen“ wird von Georg Wilhelm Justin Wagner 1854 nach dem im nordöstlichen Teil der Gemarkung von Rockenberg bestehenden Flurnamen „Hammelshausen“ bestimmt. Auf der Gemarkung von Rockenberg findet sich noch „der Hamershuser Weg“ und auf der benachbarten Gemarkung von Münzenberg der Flurname „ahn Hamelßhausen“. Im Landesgeschichtliches Informationssystem Hessen werden zwei unterschiedliche Positionen angegeben. So dass als vermutliche Lage der abgegangenen Kleinburg der Bereich zwischen den zwei Quellbächen des Hammelshäuser Grabens angesehen werden kann. Archäologische Untersuchungen fanden noch nicht statt.

## Geschichte
Der Mainzer Erzbischof Gerlach von Nassau (1346–1371) beauftragte vor Ende 1356 den Bau einer Burg in Hamershusen durch den Ritter und Nieder-Olmer Burggrafen Johann Mertz von Kriftel. Anlass zum Bau der Burg waren die Auseinandersetzungen Erzbischof Gerlachs mit Kuno von Falkenstein, seinem Widersacher um den Mainzer Erzbischofsstuhl, der sich auf die Burgen Münzenberg und Butzbach stützen konnte.
In der Folge entstand ein Streit um den Besitz der Burg zwischen dem Erzbischof und Johann Mertz von Kriftel, der die Burg auf Eigengut erbaut hatte. Der Erzbischof okkupierte die Burg, nannte sie zur Untermauerung seines besitzrechtlichen Anspruchs „Gerlachshausen“ und überantwortete die Burg dem Grafen Johann von Nassau-Merenberg.
Kaiser Karl IV. erteilte Erzbischof Gerlach 1356 das Recht, in der Nähe der Burgen Haßloch und „Gerlachshausen“ bei Münzenberg Städte zu gründen.
Die Auseinandersetzungen zwischen dem Erzbischof und Johann Mertz von Kriftel um den Besitz der Burg und einiger Güter bei der Burg dauerten 1368 noch an. Im Mai 1370 legte man den Streit bei. Der Erzbischof gab die Burg dem gleichnamigen Sohn des Erbauers Johann Mertz von Kriftel zurück. Dieser musste die Burg dem Erzbischof zu Lehen auftragen und künftig als Offenhaus zur Verfügung stellen.
Ende Oktober 1384 wird Burg Hamershusen im Besitz des Johann Mertz von Kriftel und seiner Ehefrau Margarethe, Tochter des verstorbenen Ritters Johan von Esch(en)bach, genannt. Er darf ihr mit Genehmigung des Mainzer Erzbischofs Adolf I. 1000 kleine Mainzische Gulden in Form von Burg und zugehörigem Gut als Wittum übertragen. Die Rechte von Bistum und Erzstift mussten gewahrt bleiben.
Im November 1398 wird Johann Mertz von Kriftel erlaubt, eine belehnte Hube Land in Hamershusen als Unterpfand für eine Schuld bei den Brüdern Herman, Henne und Fritzichin, Brüdern Cleinen von Hohenberg einzusetzen. Die Burg oder das Feste Haus wird dabei nicht mehr erwähnt.